# 斯洛文尼亚人、克罗地亚人和塞尔维亚人国
斯洛文尼亚人、克罗地亚人和塞尔维亚人国（羅馬化：Država Slovenaca, Hrvata i Srba）是在第一次世界大战结束时、奥匈帝国解体后，在旧奥匈帝国南部短暂出现的一个斯拉夫人国家。于1918年10月29日建立。该国没有得到过列强的承认。1918年12月1日，该国与塞尔维亚王国（1918年11月28日合并黑山王国）合并成立塞尔维亚人、克罗地亚人和斯洛文尼亚人王国。

## 成立
第一次世界大戰時，奧匈帝國採取了高壓手段戰爭動員，引發了南部斯拉夫人的抵抗和不滿。1918年戰敗後，奧匈帝國各地如捷克、波蘭、克羅地亞的民族主義者為洩憤，大肆破壞與帝國有關的符號，例如鷹的雕像。1918年10月5日斯洛文尼亞人、克羅地亞人與塞爾維亞人國民會議 (National Council of Slovenes, Croats and Serbs) 在薩格勒布成立，拒絕奧匈帝國皇帝卡爾有關聯邦改革的方案，主張馬上建立南斯拉夫民族國家。
1918年10月29日，生活在奥匈帝国境内的南部斯拉夫各民族，斯洛文尼亚人、克罗地亚人和塞尔维亚人的代表组成的国民会议宣布从奥匈帝国独立。
11月24日，國民會議決定同塞爾維亞王國聯合為一個統一的國家，並派出副總統、克羅地亞權利黨領袖安特·帕韦利奇到貝爾格萊德拜謁國王亞歷山大一世。

## 结束
1918年12月1日，由塞爾維亞王國改組的塞爾維亞人、克羅地亞人與斯洛文尼亞人王國，在贝尔格莱德成立，而國民議會也歡迎塞軍開入薩格勒布。